# Grão métrico
O grão métrico é uma unidade de massa diferente do grão inglês. Usa-se para para ponderar o pouco peso das pequenas peças de joalheria. Equivale a 50 miligramos e é a quarta parte dum quilate como medida de massa.